# 北海道文学大事典
『北海道文学大事典』（ほっかいどうぶんがくだいじてん）は、北海道文学館 編・北海道新聞社 発行による文学事典。北海道の文学に関係する人物、雑誌、事柄を網羅的に立項し、解説している。1985年10月30日発行。
本事典の口絵・雑誌編・事項編を除く「人名編」「北海道文学略年表」その他のページは、誤記訂正と補足を加えて2012年より北海道立文学館ウェブサイトにてインターネット公開されている。「雑誌編」「事項編」についても補訂の上でのインターネット公開が予告されているが、2023年4月現在、実現していない。

## 概要
本事典の刊行は、昭和58年度の北海道文学館総会（1983年5月21日）で決定され、翌1984年（昭和59年）2月27日に「北海道文学大事典編集委員会」が発足して執筆編集作業が進められた。全体の構成は日本近代文学館 編『日本近代文学大事典』講談社（全6巻、1977年 - 1978年）を参考に編集された。なお、編集委員会委員長を務め、奥付に編者代表として記載する更科源蔵は本事典の上梓を見ず、刊行直前の1985年（昭和60年）9月25日に逝去した。
事典全体の構成は次のとおり。
- 写真口絵[注 4]
- 「北海道文学大事典」刊行の辞 （北海道文学館）
- 北海道文学大事典執筆者
- 凡例
- 北海道文学大事典・人名編
- 北海道文学大事典・雑誌編
- 北海道文学大事典・事項編
- 北海道文学略年表 （木原直彦 編）
- 索引
- 編集後記
- 奥付

立項数は全3,139項目（「人名編」2,283、「雑誌編」718、「事項編」138）で、執筆者は340人にのぼる。本文ページにある最終ノンブルは「編集後記」のp. 772。表紙カバーあり。付属する帯の表紙側には「小説＋戯曲＋評論＋児童文学＋詩＋短歌＋俳句＋川柳 〈北海道文学〉のすべてを3139項目で集大成!!」と謳い、裏表紙側には以下の内容紹介文を掲げる。

- 人名編〔2283項目〕＝北海道在住・出身作家をはじめ、北海道取材作家、足跡を残した文学者ら、北海道と関わりのある作家を網羅。
- 雑誌編〔718項目〕＝ガリ版刷りの同人雑誌から、町民総合文芸誌、職場文芸誌、大学紀要まで、明治以後、北海道で発刊された雑誌を紹介。
- 事項編〔138項目〕＝各種文学賞、文学碑、文学展、来道作家、文学史など北海道文学関連事項を詳述。
- 北海道文学略年表〔明治元〜昭59〕＝46ページで作成。

### 補遺『北の表現者たち2014』
本事典の人名編の続編として、
- 『北の表現者たち2014 : 北海道文学大事典補遺』（公益財団法人北海道文学館 編集・発行）

が2014年（平成26年）3月に刊行された。立項する人物は『北海道文学大事典』の人名編とは重複しない497名となっている。

## 編集委員会
北海道文学大事典編集委員会
- 委員長 - 更科源蔵
- 副委員長 - 園田夢蒼花[注 7]、中山周三、和田謹吾
- 委員：
  - 小説・評論 - 小笠原克、神谷忠孝、沢田誠一、日高昭二
  - 児童文学 - 加藤多一、柴村紀代、渡辺ひろし、和田義雄
  - 詩 - 東延江、河邨文一郎、小松瑛子、佐々木逸郎、永井浩
  - 短歌 - 田村哲三、永平利夫、宮崎芳男、村井宏
  - 俳句 - 木村敏男、島恒人、辻脇系一
- 事務局 - 木原直彦、西村信
- 事務局員 - 東海林淳子、山本よしえ

## 評価
図書館のレファレンスサービスにおいて北海道文学に関する「代表的な事典」と評価されている。都道府県を単位とする文学事典は前例がなく、全国で初めての試みであった。また、本事典の編集・執筆に携わった木原直彦は編集後記に、すでに確認が難しくなっている情報も多く、「この時期に編まなければ、古い事象はますます見えなくなってしまう、との実感を深めた」とその意義を記している。
本事典公刊当時の藤女子大学図書館の広報誌『図書館だより』No. 23では、「従来尋ねようのなかったマイナーな人名や雑誌について、圧倒的な量の情報を与えてくれる」「座右から離すことのできない重宝な道具」と評価されると同時に、項目によっては杜撰な記述が見られる点が指摘され、項目選定や排列方法への疑義、また索引が見出し項目だけの立項となっており書名や雑誌名から検索できない点などが批判されている。